# Edoardo Margheriti
Edoardo Margheriti (* 15. Februar 1959 in Rom) ist ein italienischer Regisseur.

## Leben
Margheriti wuchs als Sohn des Regisseurs Antonio Margheriti im Umfeld von Film und Kino auf; bereits mit achtzehn Jahren begann er, für die Filme seines Vaters an den Spezialeffekten mitzuarbeiten, später war er bei allen seinen Filmen Regieassistent oder Instrukteur des Zweiten Stabes. Ab Ende der 1980er Jahre war er auch als Produktionsleiter für Filme anderer, ab 1996 als Organisator tätig. 1989 und im Folgejahr inszenierte er auf den Philippinen unter dem Pseudonym Dan Edwards zwei Actionfilme; ab 2008 war er als Regisseur für das italienische Fernsehen tätig und drehte 2011 zwei Folgen der Fernsehfilmreihe 6 passi nel giallo.

## Filmografie (Auswahl)
- 1989: Black Cobra 2: Einsatz in Manila (The Black Cobra 2)
- 1990: The Black Cobra III (The Black Cobra 3 (Manila Connection))